# ZCC (Zimbabwe)
Zion Christian Church (ZCC) i Zimbabwe är en sionistkyrka i södra Afrika.
Samuel Mutendi tillhörde de pastorer och kyrkoledare som 1925 var med om att, i Pretoria, bilda ZCC och han blev ledare för denna kyrkas verksamhet i Zimbabwe.
När ZCC:s ledare Engenas Lekganyane dog 1948 miste man alltmer med kontakten med kyrkoledningen i Sydafrika och kyrkan i Zimbabwe kom att bli en självständig kyrka.